# Markttypologie
Als Markttypologie wird in der Betriebswirtschaftslehre und Volkswirtschaftslehre die Einteilung der Märkte nach bestimmten Kriterien bezeichnet.

## Allgemeines
Der Markt ist ein sehr weit gefasster Begriff, dessen Begriffsumfang konkretisiert werden kann beispielsweise nach Marktform oder Marktgröße. Die bekannteste Markttypologie ist das Marktformenschema. Darüber hinaus gibt es weitere Kriterien, nach denen ein Markt häufig auch benannt ist; sie werden als Markttypologie zusammengefasst. Märkte sind komplexe Phänomene, so dass im Marketing das Marketing-Mix nur angewandt werden kann, wenn die Komplexität verringert wird und Markttypologien dazu helfen, das Wesentliche eines bestimmten Marktes zu erfassen. Die einfachste Form einer Markttypologie ergibt sich, wenn die Anzahl und Marktanteilsgröße der Marktteilnehmer zugrunde gelegt wird.

## Kriterien
Kriterien, nach denen Märkte eingeteilt werden, sind insbesondere Marktzutritt, Vollkommenheitsgrad, Berücksichtigung von Staatsgrenzen, Fertigungsstufen (Beschaffungsmarkt, Absatzmarkt, Faktormarkt), Legalität, Durchsetzbarkeit der Interessen oder die Art der Marktteilnehmer (Absatzmittler, Interbankenhandel, Verbrauchermarkt). Untersucht werden können auch das Kaufverhalten, die Handelsobjekte oder die Verbrauchsintensität. Die Offenheit eines Marktes besteht einerseits in der Möglichkeit eines ungehinderten Marktzutritts (englisch no barriers to entry) und andererseits auch in der freien Entscheidung zum Marktaustritt (englisch no barriers to exit).
| Kriterium                       | Markttypologie                                              | Beispiele                                                                 |
| ------------------------------- | ----------------------------------------------------------- | ------------------------------------------------------------------------- |
| Marktzutritt                    | offener Markt geschlossener Markt                           | Gütermarkt natürliches Monopol                                            |
| Vollkommenheitsgrad             | vollkommener Markt unvollkommener Markt                     | Wertpapierbörsen Gütermärkte                                              |
| Fertigungsstufe                 | Grundstoffmarkt Investitionsgütermarkt Konsumgütermarkt     | chemische Industrie Maschinenbau Gebrauchsgüter- und Verbrauchsgütermarkt |
| Staatsgrenzen                   | Binnenmarkt Außenhandel                                     | Binnenhandel Europäischer Binnenmarkt, Weltmarkt                          |
| Legalität                       | legaler Markt Grauer Markt Schwarzmarkt                     | Börsen Reimporte, Parallelimporte illegaler Waffenhandel, Geldwäsche      |
| Durchsetzbarkeit der Interessen | Käufermarkt Verkäufermarkt                                  | Gebrauchtwagenmarkt Immobilienmarkt                                       |
| künftiges Marktpotenzial        | Schrumpfmarkt, Marktsättigung Wachstumsmarkt, Zukunftsmarkt | „Poor dogs“ Massenmarkt, Arzneimittelmarkt                                |

Bei einem Käufermarkt übersteigt das Güterangebot die Güternachfrage, beim Verkäufermarkt ist es umgekehrt. Deshalb hat der Käufer auf dem Käufermarkt höhere Verhandlungsmacht als der Verkäufer und kann den Verkaufspreis oder andere Lieferungs- und Zahlungsbedingungen verhandeln.

## Wirtschaftliche Aspekte
Die Markttypologie wird Ernst Heuß zufolge durch die Unternehmerstypologie bereits vorgezeichnet. Mit Hilfe der Markttypologie kann eine Marktanalyse aller Marktdaten vorgenommen werden.
Auf einem offenen Markt herrscht freier Marktzutritt für potenzielle Konkurrenten. Beim geschlossenen Markt erschweren Markteintrittsbarrieren dem Newcomer oder Startup-Unternehmen den Marktzugang bis hin zur Unmöglichkeit, in den Markt vorzudringen. Das kann auch durch die Regulierungsbehörden geschehen wie etwa die Verweigerung der Banklizenz. Tendenziell ist das Preisniveau auf offenen Märkten niedriger als auf geschlossenen, wo die Durchsetzung monopolistisch überhöhter Preise möglich ist.